# عصر الرعاة الحجري الحديث
خطأ لوا في وحدة:Navbar على السطر 58: عنوان غير صحيح العصر الحجري الحديث.

عصر الرعاة الحجري الحديث هو الاسم المعطى من قبل علماء الآثار إلى نمط (أو صناعة) أدوات صوانية صغيرة وجدت في سهول الهرمل في وادي البقاع الشمالية في لبنان. لم يتم دراسة صناعات عصر الرعاة الحجري الحديث بشكل كاف، بل سميت وصنفت بشكل مؤقت على أساس عدد محدود من الموجودات التي جمعها عالم الآثار اليسوعي «الأب» هنري فليش. كما افترض لورين كوبلاند وبيتر ويسكومب على أن العصر من العصور المتأخرة جدا.

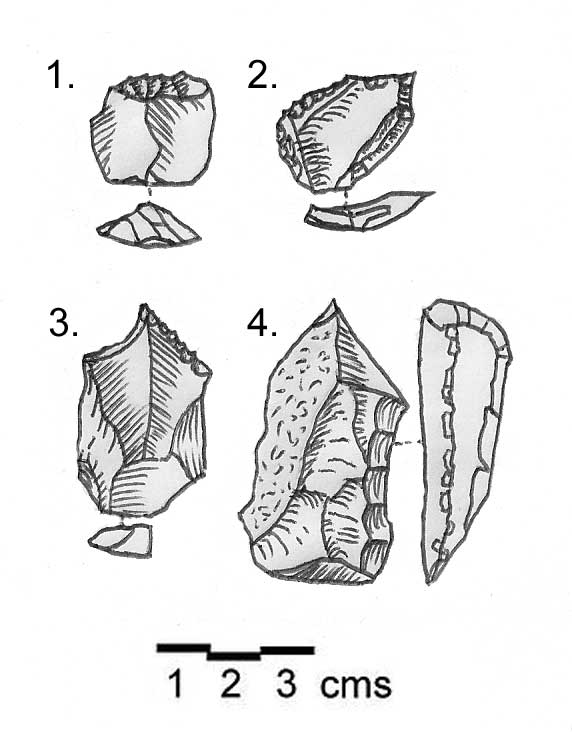
أدوات صوانية من عصر الرعاة الحجري الحديث وجدت في الهرمل. 1. نهاية مقشطة حجرية. 2. مكشطة عرضية المخرز على رقاقة رقيقة. 3. حفار على رقاقة. 4. أداة منقاش مع حافة واسعة تعمل على رقاقة ثقيلة.

## الخصائص
يمكن العثور على مواد راع العصر الحجري الحديث منتشرة على مساحة واسعة من شمالي وادي البقاع لكن في تركيزات منخفضة. اقترح M. بيلو وهنري فليش أن الصوان كانت ذات جودة أعلى من الصوان الهش الموجود في صخور الرواهص القريبة مما يشير إلى أنها قد تم جلبها من مكان آخر.
يمكن تحديد ثلاث مجموعات من الصوان: البني الفاتح والأحمر القريب من البني واللون الرمادي على لون الشوكولاته مع مشع «تألق الصحراء». وخصائص صناعتها أنها صغير الحجم، ما بين 2.5 سم و 4 سم، وفي كثير من الأحيان سميكة جدا، بخلاف المايكروليث الهندسية. ومن سماتها قلة عدد الأدوات المتواجدة في تجميع موحد بما في ذلك شفرات دقيقة التسنن أو مقاشط قصيرة ونهايات مروسة، كما أنها لا تتبع تصنيف معترف به على الرغم من ملاحظة إتباع تقنية ليفالو. أنها تظهر أيضا علامات على استعمالها بشكل كبير بنية إعادة استخدامها وتحويلها إلى مكاشط. واقترح فليش أن تكون من صناعة كانت صناعة العصر الحجري المتوسط وليس من فترة العصر الحجري القديم، العصر الحجري الأوسط أو حتى الفخار الحجري الحديث. واقترح كذلك أن الرعاة الرحل هم من استخدموها.
لا يمكن تحديد بوضوح العلاقة والخط الفاصل بين منطقة العصر الحجري الحديث الثقيلة من البقاع وجنوب الوادي ولكن اقترح أن تكون في المنطقة المحيطة دوريس وقلعة التنور. لم تجرِ تنقيبات كافية للخروج باستنتاجات ما إذا كانت مواقع العصر الحجري الحديث لا تصل جنوبا إلى المناطق المحيطة بزحلة ورياق.

## المواقع
مواقع وجود أثار راعي العصر الحجري الحديث هي في القاع ومقنا، دوريس، الهرمل، ]هرم الهرمل، قلعة التنور، وادي بورا وربما في شمالي رياق ومحطة ريها وسيرين.

## إقرأ أيضا
- هرم الهرمل